# Psychopterys rivularis
Psychopterys rivularis là một loài thực vật có hoa trong họ Malpighiaceae. Loài này được (C.V. Morton & Standl.) W.R. Anderson & S. Corso mô tả khoa học đầu tiên năm 2007.